# Madjid Bougherra
Madjid Bougherra (arabisch مجيد بوقرة, DMG Maǧīd Būqara; * 7. Oktober 1982 in Longvic, Frankreich) ist ein ehemaliger algerisch-französischer Fußballspieler und heutiger Trainer.

## Werdegang

### Vereinskarriere
Bougherra wechselte 1994 von AS Fontaine d'Ouche in die Jugendabteilung der AS Longvic. Dort spielte er acht Jahre, bevor er 2002 zum FC Gueugnon wechselte. Ende Januar 2006 wurde er an den englischen Zweitligaclub Crewe Alexandra verliehen. Nach überzeugenden Spielen wollte Crewe Alexandra ihn langfristig an den Verein binden, Bougherra entschloss sich aber nach dem Abstieg in die dritte Liga, den Verein zu verlassen.
Zwar hatte Bougherra etliche Angebote von Erstligavereinen vorliegen, doch entschied er sich für einen Wechsel zum zweitklassigen Verein Sheffield Wednesday. Er wurde im zweiten Monat zum Spieler des Monats ernannt und führte im Oktober 2006 sein Team im Spiel gegen die Queens Park Rangers als Kapitän auf den Platz.
Im Jahr 2007 wurde Bougherra von Charlton Athletic aus der Premier League verpflichtet. Bougherra war in der folgenden Saison Stammkraft und machte weiter auf sich aufmerksam. 2008 wechselte er schließlich zum schottischen Erstligaverein Glasgow Rangers.
In den Jahren 2009 und 2010 wurde er zu Algeriens Fußballer des Jahres gewählt.
Zur Saison 2011/12 schloss er sich dem katarischen Verein Lekhwiya SC an.
Mit dem Verein konnte er in seiner ersten Saison sowie der Saison 2013/14 den Gewinn der Liga-Meisterschaft und 2013 den nationalen Pokalsieg feiern.
Nach Auslaufen seines Vertrages wechselte er im Sommer 2014 in die Vereinigten Arabischen Emirate, wo er zusammen mit dem Landsmann Hassan Yebda bei Fujairah SC unterschrieb. Hier blieb er zwei Jahre und ging dann zum Zweitligisten Aris Thessaloniki nach Griechenland. Dort absolvierte er allerdings kein Spiel mehr und beendete im Dezember 2016 seine aktive Karriere.

### Nationalmannschaft
Bougherra wurde in Frankreich geboren und wuchs in Dijon auf; er entschied sich, für die algerische Nationalmannschaft zu spielen, da sein Großvater Algerier war. Er debütierte am 2. Januar 2004 in der Olympiaqualifikation für die algerische U-23 gegen Ghana und absolvierte zwei weitere Spiele für die U-23. Am 20. Juni 2004 debütierte Bougherra in der A-Nationalmannschaft Algeriens im WM-Qualifikationsspiel gegen Sambia. Am 2. Juli 2007 erzielte er im Afrika-Cup-Qualifikationsspiel gegen die Kapverden (2:2) sein erstes von drei Länderspieltoren. Für Algerien bestritt Bougherra auch die Fußball-Weltmeisterschaft 2010. Seit dem Rücktritt von Anthar Yahia aus der Nationalmannschaft im Frühjahr 2012 ist er Kapitän des Teams. Nachdem Bougherra die Afrika-Meisterschaft 2015 aufgrund einer Verletzung verpasst hatte, kehrte er gegen Ende der WM-Qualifikation wieder zurück ins Nationalteam. Auch bei der Fußball-Weltmeisterschaft 2014 führte er die Mannschaft als Kapitän aufs Feld, mit der der erstmalige Einzug ins Achtelfinale gelang. Verletzungsbedingt konnte er allerdings im letzten Gruppenspiel gegen Russland nicht eingesetzt werden.
Im Herbst 2014 verkündete Bougherra seine internationale Karriere, im Februar nach dem Afrika-Cup 2015 zu beenden. So wurde er im letzten Heimspiel der Qualifikation für das Turnier, am 15. November 2014 gegen Äthiopien von den Fans verabschiedet. Erwartungsgemäß berief ihn Nationaltrainer Christian Gourcuff am 15. Dezember 2014 in das endgültige Aufgebot für den Afrika-Cup.
Im März 2015 wurde ihm der höchste algerische Verdienstorden, die „Médaille de l’Ordre du Mérite“ in Gold, verliehen.

### Trainerkarriere
Anfang 2017 war er für knapp fünf Wochen Co-Trainer der Algerische Nationalmannschaft. Dann trainierte er ab dem Sommer zwei Jahre lang die Reservemannschaft des al-Duhail SC in Katar. Seit 2019 ist er Trainer seines ehemaligen Vereins Fujairah SC in der UAE Arabian Gulf League.

## Erfolge
- Schottischer Meister: 2009, 2010, 2011
- Schottischer Pokalsieger: 2009
- Katarischer Meister: 2012, 2014

## Privates
Seit 2005 ist Bougherra verheiratet. Er hat eine Tochter (* 2007).
Neben seiner Tätigkeit als UNICEF-Botschafter gründete er im Dezember 2012 die Bougherra Fondation, eine Stiftung zu Gunsten hilfsbedürftiger Kinder.